# Agustina Bessa-Luís
Agustina Bessa-Luís, född 15 oktober 1922 i Vila Meã nära Amarante, död 3 juni 2019 i Porto, var en portugisisk författare. Hon har skrivit över 20 romaner som återkommande handlar om dekadenta och välbärgade hem på landsbygden. Hennes verk är präglade av konservativa värden. Till hennes kändaste romaner hör Fanny Owen från 1979 och O mosteiro från 1981.
Bessa-Luís fick Camões pris 2004. Regissören Manoel de Oliveira gjorde sex filmer efter hennes förlagor. Romanpriset Prémio Agustina Bessa-Luís instiftades 2008 och delas ut till hennes ära.